# Französischer Fußballtrainer des Jahres
Der Französische Fußballtrainer des Jahres („Entraîneur français de l'année“) wird seit 1971 kalenderjährlich von der Fachzeitschrift France Football gekürt. Aimé Jacquet, Jean-Claude Suaudeau, Guy Roux, Rudi Garcia und Didier Deschamps haben diese Auszeichnung bisher jeweils dreimal und damit am häufigsten gewinnen können.
Wählbar sind heutzutage alle Trainer französischer Staatsbürgerschaft, einerlei, wo sie beschäftigt sind. Seit 2008 erfolgt die Wahl nicht mehr durch die Redakteure von France Football, sondern durch eine Jury, die sich aus allen ehemaligen, noch lebenden Preisträgern (siehe unten) sowie dem Chefredakteur der Zeitschrift zusammensetzt. Ebenfalls erstmals zu diesem Zeitpunkt erhielten die Juroren von der Redaktion eine 15 Namen umfassende Kandidatenliste, aus der sie ihre Wahl treffen mussten. Sie vergeben dabei jeweils fünf (seit 2016: sechs) Punkte für ihren Favoriten, vier für den ihrer Meinung nach zweit-, drei für den dritt-, zwei für den viert- und einen für den fünftbesten Trainer.

## Bisherige französische Trainer des Jahres
| - 2019: Christophe Galtier - 2018: Didier Deschamps (a) - 2017: Zinédine Zidane (a) - 2016: Zinédine Zidane - 2015: Laurent Blanc (a) - 2014: Rudi Garcia - 2013: Rudi Garcia - 2012: René Girard - 2011: Rudi Garcia - 2010: Didier Deschamps - 2009: Laurent Blanc - 2008: Arsène Wenger - 2007: Pablo Correa - 2006: Pablo Correa - 2005: Claude Puel - 2004: Paul Le Guen - 2003: Didier Deschamps | - 2002: Jacques Santini - 2001: Vahid Halilhodžić - 2000: Alex Dupont - 1999: Élie Baup - 1998: Aimé Jacquet - 1997: Jean Tigana (a) - 1996: Guy Roux - 1995: Francis Smerecki - 1994: Jean-Claude Suaudeau - 1993: Luis Fernández (a) (b) - 1992: Jean-Claude Suaudeau - 1991: Daniel Jeandupeux - 1990: Henryk Kasperczak - 1989: Gérard Gili - 1988: Guy Roux - 1987: Jean Fernandez - 1986: Guy Roux | - 1985: Jean-Claude Suaudeau - 1984: Aimé Jacquet - 1983: Michel Le Milinaire - 1982: Michel Hidalgo - 1981: Aimé Jacquet - 1980: René Hauss (c) und Jean Vincent (c) - 1979: Michel Le Milinaire - 1978: Gilbert Gress - 1977: Pierre Cahuzac (c) - 1976: Robert Herbin (b) (c) - 1975: Georges Huart (c) - 1974: Pierre Cahuzac - 1973: Robert Herbin - 1972: Jean Snella (c) - 1971: Kader Firoud (c) und Jean Prouff (c) - 1970: Albert Batteux (c) und Mario Zatelli (c) |

## France Footballs 50 beste Ligue-1-Trainer
Die Redaktion von France Football hat im Sommer 2013 eine Liste der 50 besten Trainer in der höchsten französischen Männer-Liga von 1932 bis 2013 erstellt. Sämtliche Angaben in der folgenden Tabelle enden mit dem Zeitpunkt des Erscheinens dieser Liste.
Erklärungen
- „aktiv von … bis“: Zeitraum der Cheftrainertätigkeit im professionellen französischen Vereinsfußball („Auszeiten“/Auslandstätigkeiten und die Arbeit bei Amateurvereinen können in dieser Spanne eingeschlossen sein)
- „wichtigste D1-Vereine“: nur die von France Football in der jeweiligen Laudatio genannten Klubs
- „Meistertitel“ und „Pokaltitel“: nur die in Frankreichs Liga bzw. Landespokal gewonnenen Titel
- „Anderes“:
  - EC1 = Europapokal der Landesmeister (1955–1992), EC2 = Europapokal der Pokalsieger, EC3 = Messe-/UEFA-Pokal, CL = UEFA Champions League (ab 1992),
EL = UEFA Europa League (ab 2009), Lat = Coupe Latine
  - TdJ = französischer Trainer des Jahres
  - meiste/zweitmeiste Erstligaspiele: als Cheftrainer
  - Nationaltrainer-Angabe nur für die französische Elf (ab 1950)
  - Ab 2014 errungene Titel und Auszeichnungen werden in der folgenden Tabelle nicht angegeben.

| Rang | Trainer (Lebensdaten)         | aktiv von … bis    | wichtigste D1-Vereine               | Meister- titel | Pokal- titel | Anderes                                                             |
| ---- | ----------------------------- | ------------------ | ----------------------------------- | -------------- | ------------ | ------------------------------------------------------------------- |
| 01.  | Albert Batteux (1919–2003)    | 1950–1981          | Stade Reims, AS Saint-Étienne       | 8              | 3            | EC1-Finalist 1956, 1959; Lat-Sieger 1953; TdJ 1970; Nationaltrainer |
| 02.  | José Arribas (1921–1989)      | 1960–1983          | FC Nantes                           | 3              | 0            | Nationaltrainer                                                     |
| 03.  | Jean-Claude Suaudeau (* 1938) | 1982–1997          | FC Nantes                           | 2              | 0            | TdJ 1985, 1992, 1994                                                |
| 04.  | Robert Herbin (1939–2020)     | 1972–1998          | AS Saint-Étienne                    | 4              | 3            | EC1-Finalist 1976; TdJ 1973, 1976                                   |
| 05.  | Jean Snella (1914–1979)       | 1950–1979          | AS Saint-Étienne                    | 3              | 0            | TdJ 1972; Nationaltrainer                                           |
| 06.  | Aimé Jacquet (* 1941)         | 1976–1992          | Girondins Bordeaux                  | 3              | 2            | TdJ 1981, 1984, 1998; Nationaltrainer                               |
| 07.  | Guy Roux (* 1938)             | 1974–2007          | AJ Auxerre                          | 1              | 4            | TdJ 1986, 1988, 1996; meiste Erstligaspiele (895)                   |
| 08.  | Gérard Houllier (1947–2020)   | 1976–2007          | Paris Saint-Germain, Olympique Lyon | 3              | 0            |                                                                     |
| 09.  | Didier Deschamps (* 1968)     | 2001–2012          | AS Monaco, Olympique Marseille      | 1              | 0            | CL-Finalist 2004; TdJ 2003, 2010; Nationaltrainer                   |
| 10.  | Lucien Leduc (1918–2004)      | 1958–1984          | AS Monaco, Olympique Marseille      | 4              | 2            |                                                                     |
| 11.  | Arsène Wenger (* 1949)        | 1984–1994          | AS Monaco                           | 1              | 1            | EC2-Finalist 1992; TdJ 2008                                         |
| 12.  | Raynald Denoueix (* 1948)     | 1997–2001          | FC Nantes                           | 1              | 2            |                                                                     |
| 13.  | Gérard Banide (* 1936)        | 1979–1995          | AS Monaco, Olympique Marseille      | 1              | 1            |                                                                     |
| 14.  | Raymond Goethals (1921–2004)  | 1979–1993          | Olympique Marseille                 | 2 (d)          | 0            | CL-Sieger 1993                                                      |
| 15.  | Pierre Pibarot (1916–1981)    | 1945–1968          | Racing Paris                        | 0              | 0            | Nationaltrainer                                                     |
| 16.  | Mario Zatelli (1912–2004)     | 1951–1973          | Olympique Marseille                 | 1              | 3            | TdJ 1970                                                            |
| 17.  | Gilbert Gress (* 1941)        | 1977–2009          | Racing Strasbourg                   | 1              | 0            | TdJ 1978                                                            |
| 18.  | Artur Jorge (1946–2024)       | 1987–1994          | Paris Saint-Germain                 | 1              | 1            |                                                                     |
| 19.  | Paul Le Guen (* 1964)         | 1998–2009          | Olympique Lyon                      | 3              | 0            | TdJ 2004                                                            |
| 20.  | André Cheuva (1908–1989)      | 1946–1966          | OSC Lille                           | 1              | 4            |                                                                     |
| 21.  | Jean Prouff (1919–2008)       | 1964–1972          | Stade Rennes                        | 0              | 2            | TdJ 1971                                                            |
| 22.  | Rudi Garcia (* 1964)          | 2001–2013          | OSC Lille                           | 1              | 1            | TdJ 2011, 2013                                                      |
| 23.  | Claude Puel (* 1961)          | seit 1999          | AS Monaco, Olympique Lyon           | 1              | 0            | TdJ 2005                                                            |
| 24.  | Christian Gourcuff (* 1955)   | seit 1992          | FC Lorient                          | 0              | 0            |                                                                     |
| 25.  | Luis Fernández (* 1959)       | 1992–2009          | Paris Saint-Germain                 | 0              | 1            | EC2-Sieger 1996; TdJ 1993                                           |
| 26.  | Jean Tigana (* 1955)          | 1993–2011          | AS Monaco, Olympique Lyon           | 1              | 0            | TdJ 1997                                                            |
| 27.  | Kader Firoud (1919–2005)      | 1955–1982          | Olympique Nîmes                     | 0              | 0            | TdJ 1971; zweitmeiste Erstligaspiele (782)                          |
| 28.  | René Girard (* 1954)          | seit 1992          | HSC Montpellier                     | 1              | 0            | TdJ 2012                                                            |
| 29.  | Jean Vincent (1930–2013)      | 1964–1984          | FC Nantes                           | 2              | 1            | TdJ 1980                                                            |
| 30.  | Vahid Halilhodžić (* 1952)    | 1993–2005          | Paris Saint-Germain                 | 0              | 1            | TdJ 2001                                                            |
| 31.  | Jacques Santini (* 1952)      | 1985–2006          | Olympique Lyon                      | 1              | 0            | TdJ 2002, Nationaltrainer                                           |
| 32.  | Gérard Gili (* 1952)          | 1988–2004          | Olympique Marseille                 | 2              | 1            | TdJ 1989                                                            |
| 33.  | Lucien Jasseron (1913–1999)   | 1957–1968          | Olympique Lyon, Le Havre AC         | 0              | 2            |                                                                     |
| 34.  | Robert Domergue (* 1921)      | 1953–1984          | US Valenciennes-Anzin               | 0              | 0            |                                                                     |
| 35.  | Élie Baup (* 1955)            | seit 1994          | Girondins Bordeaux                  | 1              | 0            | TdJ 1999                                                            |
| 36.  | Louis Dugauguez (1918–1991)   | 1953–1973          | UA Sedan-Torcy                      | 0              | 2            | Nationaltrainer                                                     |
| 37.  | Georges Peyroche (* 1937)     | 1973–1991          | Paris Saint-Germain                 | 0              | 2            |                                                                     |
| 38.  | Numa Andoire (1908–1994)      | 1951–1964          | OGC Nizza                           | 2              | 1            |                                                                     |
| 39.  | Jules Bigot (1915–2007)       | 1950–1966          | Le Havre AC, FC Toulouse            | 0              | 1            |                                                                     |
| 40.  | Carlo Ancelotti (* 1959)      | 2012–2013          | Paris Saint-Germain                 | 1              | 0            |                                                                     |
| 41.  | Sid Kimpton (1887–1968)       | 1935–1946          | Racing Paris                        | 1 (e)          | 2            |                                                                     |
| 42.  | Guy Lacombe (* 1955)          | 1995–2011          | FC Sochaux, Paris Saint-Germain     | 0              | 1            |                                                                     |
| 43.  | Alain Perrin (* 1956)         | 1996–2009          | FC Sochaux Olympique Lyon           | 1              | 2            |                                                                     |
| 44.  | Daniel Leclercq (1949–2019)   | 1986–2005          | Racing Lens                         | 1              | 0            |                                                                     |
| 45.  | Pierre Flamion (1924–2004)    | 1957–1993          | FC Limoges, Stade Reims             | 0              | 0            |                                                                     |
| 46.  | Michel Le Milinaire (* 1931)  | 1976–1996          | Stade Laval                         | 0              | 0            | TdJ 1979, 1983                                                      |
| 47.  | Pierre Cahuzac (1927–2003)    | 1971–1985          | SEC Bastia                          | 0              | 0            | EC3-Finalist 1978; TdJ 1974, 1977                                   |
| 48.  | George Berry (1904–1972)      | 1932–1955          | OSC Lille, OGC Nizza                | 1              | 2            |                                                                     |
| 49.  | Luis Carniglia (1917–2001)    | 1955–1957, 1978/79 | OGC Nizza                           | 1              | 0            |                                                                     |
| 50.  | Laurent Blanc (* 1965)        | seit 2007          | Girondins Bordeaux                  | 1              | 0            | TdJ 2009; Nationaltrainer                                           |